# Chenôve
Chenôve é uma comuna francesa na região administrativa da Borgonha-Franco-Condado, no departamento de Côte-d'Or. Estende-se por uma área de 7,42 km². Em 2010 a comuna tinha 14 401 habitantes (densidade: 1 940,8 hab./km²).388 hab/km².